# Білий Бо
Білий Бо (справжнє ім’я Богдан Дмитрович Слодиницький, 03.11.1988) — український музикант, саундпродюсер, репер, співак і автор пісень. Учасник хіп-хоп колективу BOTASHE, заснованого у 2021 році, разом з Тасею та Шершнем і творчого об'єднання «Братське Коло».

## Життєпис
Народився 3 листопада 1988 року у Львові. Навчався в школі № 9 до 3-го класу, потім у школі № 97 з 5 до 9 го класу. В цей час мама віддала хлопця на навчання в музичну школу гри на гітарі. Музика захопила його і весь вільний час маленький музикант присвячував грі на гітарі. В той час брав участь у Західноукраїнському конкурсі гри на класичній гітарі, який відбувався в Ужгороді, там здобув 2-ге місце. Також цікавився вуличними танцями займався брейк-дансом. Після кількох років тренувань танцював на тематичних заходах. 
Вже у старших класах ознайомився з першою програмою для написання музики. Спочатку писав клубну музику, потім створював хіп-хоп інструментали для львівських реперів таких як Шершень, Шут, Alco Brothers та інші. Отримав атестат про середню освіту у приватній школі.
Після школи вступив до НУ Львівська політехніка на спеціальність «Комп'ютерні науки та інформаційні технології». За словами музиканта, після випуску диплом жодного разу не знадобився.
У 2009 Богдан пише свою першу пісню з вокалом. В той час відкриває власну студію звукозапису. Це була студія для людей, які не могли дозволити собі дорогий запис, тоді майже вся тусовка львівського репу побувала на Vagon Records. За час існування студії записано понад 150 різних виконавців. Серед них Alco Brothers, Шут, Шершень, Рижуня, Паліндром, Гоня, Kicka, Milan, Братське Коло, Альпачіно, ВсеПро, Тур, LEVYY, Шоль та багато інших.
З 2009 до 2014 музикант творить під псевдонімом Боудя. Випускає більш як 200 композицій. Виступав на великій сцені з відомими на той час реп-виконавцями. 
У 2014 році змінює свій псевдонім на Білий Бо і випускає перший сингл «Як дитина».  Продовжує музичну діяльність сольно як саундпродюсер та музикант. У 2021 році, разом із Шершнем і Тасею, створюють гурт BOTASHE. Також є учасником творчого об'єднання «Bratske kolo». У травні 2024 року учасник тріо Botashe Білий Бо презентував дебютний альбом "Баланс Білого", що складається з семи треків. Також цього ж року музикант потішив прихильників треком «Отрута», який відображає внутрішні переживання та пошуки сенсу в сучасному світі та літнім синглом «Немає значення». 

## Особисте життя
У 2015 році одружився з Вікторією Слодиницькою.

## Дискографія
Студійні альбоми
- Баланс Білого

Сингли
- Завели (за уч. Шершень ft Рижуня ft Levyy MC)
- Мене це пре (за уч. Шершень)
- Дич (за уч. Шершень ft Рижуня)
- Відійди (за уч. Шершень ft. Levyy MC)
- Вуличками Італії (за уч. Мішаня і Рижуня)
- На плаву (за уч. Шершень)
- Пентіум
- Іноді
- Пазл
- Тряси
- Ти і я (за уч. Шершень, Рижуня і Ждан)
- Там де горизонт (за уч. Тася)
- Наскрізь
- Хмуриться день
- Стержень (за  уч. KALUSH, OTOY, Білий Бо, Шершень, DYKTOR, Дядя Вова)
- До світанку (за уч. ТОФ)
- Ой люлі (за уч. Костя Cartman)
- Танок
- Туман (за уч. Мішані та Рижуні)
- Колискова (за уч. Шершень)
- Бестія
- Як дитина
- Слів немає (за уч. Костя Cartman)
- Багряне
- Лід
- Не питай (за уч. Yaski)
- Касета (за уч. TOF)
- Леді драма (за уч. Рижуня)
- Рандом
- Краще ніж ти (за уч. Santorin)
- До зірок (за уч. PRBLSK)
- Отрута
- Немає значення
- Над океаном
- На
- Опіки
- Зірковий пил
- Білий Бо - Місяць, ром і трохи брехні
- Не той
- Проведи мене додому
- Граю знов

## Відеокліпи
| Рік  | Назва пісні         | Режисер              | Посилання |
| ---- | ------------------- | -------------------- | --------- |
| 2019 | Пентіум             | Віталій Слодиницький | YouTube   |
| 2020 | Іноді               | Віталій Слодиницький | YouTube   |
| 2020 | Пазл                | Віталій Слодиницький | YouTube   |
| 2021 | Наскрізь            | Віталій Слодиницький | YouTube   |
| 2021 | Хмуриться день      | Віталій Слодиницький | YouTube   |
| 2022 | Танок               | Віталій Слодиницький | YouTube   |
| 2022 | Бестія              | Віталій Слодиницький | YouTube   |
| 2022 | Як дитина           | Віталій Слодиницький | YouTube   |
| 2023 | Рандом              | Віталій Слодиницький | YouTube   |
| 2023 | Краще ніж ти        | Віталій Слодиницький | YouTube   |
| 2023 | До зірок            | Віталій Слодиницький | YouTube   |
| 2024 | Отрута              | Віталій Слодиницький | YouTube   |
| 2024 | Немає значення      | Віталій Слодиницький | YouTube   |
| 2024 | Над океаном         | Віталій Слодиницький | YouTube   |
| 2024 | На                  | Віталій Слодиницький | YouTube   |
| 2024 | Опіки               | Віталій Слодиницький | YouTube   |
| 2024 | Зірковий пил        | Віталій Слодиницький | YouTube   |
| 2025 | Не той              | Віталій Слодиницький | YouTube   |
| 2025 | Проведи мене додому | Віталій Слодиницький | YouTube   |
| 2025 | Граю знов           | Віталій Слодиницький | YouTube   |